# E-girlsを真面目に考える会議
E-girlsを真面目に考える会議（イーガールズをまじめにかんがえるかいぎ）とは、テレビ東京において、2015年4月11日から6月27日まで毎週土曜日0:52 - 1:23 （金曜日深夜）に放送されていたバラエティ番組で、E-girlsの冠番組。

## 概要
E-girlsがさまざまな事にチャレンジし、ファンが控室でE-girlsのチャレンジを鑑賞しながら、ファンとスタッフが討論し合うファン参加型のバラエティ。

## 出演
E-girls

## スタッフ
- 構成 - 竹村武司、水井心太、奈佐はぢめ
- ナレーター - トビー上原、大坪ゆう
- 撮影 - 渡部孝二（#1-3,7-10）、餅原信一郎（#4-6,12）、青天目章吾（#1-6,9-12）、小澤拓史（#7,8）、加藤洋祐（#1-11）、月村浩一（#11）
- 音声 - 吉田正志（#1-3,10）、広瀬直樹（#4-9,11,12）
- CGタイトル - 小室泰樹（#1）、秋田小百合（#2-11）
- 編集 - 檜山勉（#1-8,10-12）、与那嶺涼（#9）
- MA - 土屋由香（#1,4,7-9,11,12）、伊藤一馬（#2,3）、鈴木久美子（#5,6）、小林由愛子（#10）
- 音効 - 松田創
- 技術協力 - IMAGICA、ポジティヴワン、港家（港→#12は除く）
- スタイリスト - 西辻未絵
- メイク - 福田翠、武田隼人、永井友規、岩淵賀世
- 制作協力 - LDH、SION、ロングテイル
- 音楽協力 - テレビ東京ミュージック
- 宣伝 - 吉田麻紀子
- 番組デスク - 波戸ゆかり
- WEB - 中島康雅
- AP - 山口ななえ（#4-12）、市川佳子
- ディレクター - 河田紘輝（#1-3）、高橋修二（#4-8,10,11）、新井一平（#4-6）、菅谷陽介（#9）、吉田直也（#12）
- 演出 - 丸山仁（#1-6）、冨田大介（#1-7,9,12）、青木忠明（#7）
- プロデューサー - 八木沼邦彦、中垣佐知子（中垣→#1-3まではAP、#4からはプロデューサー）
- コンテンツプロデューサー - 藤野慎也、渡邊愛美
- プロデューサー・演出 - 杠政寛
- 制作 - テレビ東京、テレビ東京制作
- 製作著作 - 「E-girlsを真面目に考える会議」製作委員会

## 放送日程・副題とその内容
番組の体裁としては、芸能界を生きるに必要な様々な判断能力を、毎回副題（あるテーマ）に沿ってE-girlsのメンバーが体当たりで挑戦するというもので、そのVTRをスタジオや会議室でE-girlsのファン（毎回10人）や番組スタッフがチェックして、VTRの終わりに厳しく批評をするというものである。5月1日の放送回から、E-girlsファンでない人も会議に参加してもらい、幅広い意見を貰っている。
| 回数 | 放送日         | 副題                                                 | 出演メンバー                                                | 会議参加者 |
| ---- | -------------- | ---------------------------------------------------- | ----------------------------------------------------------- | --- |
| 1    | 2015年 4月11日 | スカウト対決!3本勝負                                 | 中島美央、重留真波（Flower） 楓、須田アンナ（Happiness）    | 会議なし |
| 2    | 4月18日        | 横浜中華街で3時間以内に3万円ピッタリ使い切れるか!?   | 藤井夏恋、YURINO、MIYUU（Happiness）                        | ファン10人 |
| 3    | 4月25日        | 職業体験シリーズ!1日保育士さん                       | 楓、須田アンナ（Happiness）、山口乃々華                     | ファン10人 |
| 4    | 5月2日         | 一日体験入学シリーズ！「どうぶつ飼育員養成スクール」 | Erie（Dream）、中島美央、坂東希（Flower）                   | ファン3人、TVウォッチャー2人、ギャル5人                                                                        |
| 5    | 5月9日         | 巣鴨で「ありがとう」と言ってもらおう対決！           | 中島美央、坂東希、市來杏香（Flower）、山口乃々華            | ファン3人、TVウォッチャー2人、ギャル1人、高齢者4人                                                             |
| 6    | 5月16日        | 一日体験入学シリーズ！「着ぐるみアクターズスクール」 | 重留真波、市來杏香（Flower）、MIYUU（Happiness）            | ファン3人、TVウォッチャー2人、高齢者2人、子ども3人                                                             |
| 7    | 5月22日        | 目指せ1万5000歩！「江の島ぶらりE-girls旅」           | 藤井夏恋（Happiness）、佐藤晴美（Flower）、山口乃々華       | ファン3人、TVウォッチャー1人、子ども1人、アメリカ人5人                                                         |
| 8    | 5月23日        | ガチンコ借り物競走！                                 | 川本璃、須田アンナ（Happiness）、佐藤晴美、坂東希（Flower） | ファン3人、TVウォッチャー1人、アメリカ人1人、主婦5人                                                           |
| 9    | 6月6日         | ウマ辛グルメ5品の人気順位を予想できるか!?            | 楓（Happiness）、重留真波、佐藤晴美（Flower）               | ファン3人、TVウォッチャー1人、主婦1人、マスコミ志望の大学生5人                                                 |
| 10   | 6月13日        | 対決！「何ヶ国の人と握手できるか!?」                 | 楓、MIYUU、須田アンナ（Happiness）、山口乃々華              | ファン3人、TVウォッチャー1人、マスコミ志望の大学生1人、ギャル1人、高齢者1人、子ども1人、アメリカ人1人、主婦1人 |
| 11   | 6月20日        | スカウト対決！3本勝負 パート2                        | 楓、MIYUU（Happiness）、佐藤晴美、中島美央（Flower）        | |
| 12   | 6月27日        | メンバーの素の表情が見られる企画 ガールズキャンプ    | MIYUU、YURINO、須田アンナ（Happiness）、山口乃々華          | |

## ネット局と放送時間
| 放送対象地域 | 放送局                    | 系列           | 放送曜日・時間               | 放送期間                | 備考       |
| ------------ | ------------------------- | -------------- | ---------------------------- | ----------------------- | ---------- |
| 関東広域圏   | テレビ東京（TX）          | テレビ東京系列 | 土曜 0:52 - 1:23（金曜深夜） | 2015年4月11日 - 6月27日 | 制作局     |
| 北海道       | テレビ北海道（TVh）       | テレビ東京系列 | 土曜 0:52 - 1:23（金曜深夜） | 2015年4月11日 - 6月27日 | 同時ネット |
| 大阪府       | テレビ大阪（TVO）         | テレビ東京系列 | 土曜 0:52 - 1:23（金曜深夜） | 2015年4月11日 - 6月27日 | 同時ネット |
| 福岡県       | TVQ九州放送（TVQ）        | テレビ東京系列 | 土曜 0:52 - 1:23（金曜深夜） | 2015年4月11日 - 6月27日 | 同時ネット |
| 和歌山県     | テレビ和歌山（WTV）       | 独立局         | 土曜 23:30 - 翌0:00          | 2015年5月2日 - 7月26日  | 遅れネット |
| 山形県       | テレビユー山形（TUY）     | TBS系列        | 火曜 0:38 - 1:08（月曜深夜） | 2015年5月12日 - 8月4日  | 遅れネット |
| 岩手県       | 岩手めんこいテレビ（mit） | フジテレビ系列 | 日曜 1:05 - 1:35（土曜深夜） | 2015年7月12日 - 10月4日 | 遅れネット |
| 熊本県       | テレビくまもと（TKU）     | フジテレビ系列 | 火曜 2:20 - 2:50（月曜深夜） | 2016年2月16日 -         | 遅れネット |